# Орус-оол, Светлана Монгушевна
Светлана Монгушевна Орус-оол (род. 12 мая 1951) — доктор филологических наук, заслуженный деятель науки Республики Тыва, действительный член Российской Академии социальных наук (РАСН), заведующая сектором фольклора Тувинского института гуманитарных исследований при Правительстве Республики Тыва, с 2010 г. главный научный сотрудник сектора фольклора ТИГИ при Правительстве РТ.

## Биография
Родилась 12 мая 1951 года в городе Чадан в семье участника Великой Отечественной войны, замполита тувинского эскадрона добровольцев М. Т. Байсклана (1913-1986). В 1969 г., окончив среднюю школу, поступила на филологический факультет Кызылского госпединститута. В 1974 г. устроилась работать младшим научным сотрудником в сектор фольклора и литературы ТНИИЯЛИ (ныне ТИГПИ). В 1977 г. поступила в очную аспирантуру ИМЛИ им. А. М. Горького, которую окончила в 1981 г, успешно защитив кандидатскую диссертацию по теме «Поэтика тувинского героического эпоса». В 1993 г. Коллегией ВАК ей было присвоено ученое звание «Старший научный сотрудник». С марта 1997 г. по март 2000 г. Орус-оол С.М. обучалась в докторантуре ИМЛИ им А. М. Горького РАН, где под руководством В. М. Гацака написала докторскую диссертацию "Тувинский героический эпос (текстология, поэтика, стиль), успешно защитила в 2001 г, став первым доктором филологических наук из числа тувинских женщин.

## Научная деятельность
В становлении С. М. Орус-оол как учёной большую роль сыграло многолетнее сотрудничество с известным российским фольклористом В. М. Гацаком и другими учёными из Института мировой литературы им. М. Горького. Тематика и проблематика Светланы Монгушевны — это жанры тувинского фольклора, и жизнь и творчество тувинских сказителей, общие теоретико-практические аспекты устно-поэтического творчества тувинцев, в частности, отражение в нём народных обычаев и традиций, религиозно-мировоззренческих воззрений. Основная часть посвящена жанру героического эпоса: раскрытию его содержания и художественно-поэтических особенностей. В своих исследованиях широко опирается на сравнительно-текстологический метод, который даёт возможность увидеть индивидуальные особенности творческой манеры разных сказителей и в то же время преемственность эпических традиций в творчестве сказителей, принадлежащих не только к одной этнической общности, но и к разным. В частности, сравнивая основные компоненты поэтики и стиля героических сказаний тувинцев, алтайцев, хакасов, шорцев, эвенков, бурят, она пришла к выводу, что "этот пласт фольклора — неотъемлемая составная часть эпического творчества тюркоязычных и других народов Южной и Восточной Сибири, имеющая сходные черты в стадиальном, сюжетно-композиционном плане, а также в художественно-поэтической традиции… С. М. Орус-оол внесла значительный вклад в популяризацию тувинского фольклора. Первый её опыт — это сборник тувинских детских сказок «Койгунак», вышедший в свет 1989 г. С. М. Орус-оол около 30 лет заведует сектором. Она — активный участник и организатор различных научных и научно-организационных мероприятиях, в частности, Слётов народных сказителей и певцов Тувы, фольклорных экспедиций. Принимала участие в научных конференциях и симпозиумах: кроме Тувы и городов России, в Международных научных конференциях, проходивших в Монголии, Турции, Венгрии и в других зарубежных странах. Занимается рецензированием и редактированием различных изданий и рукописей. Является членом редакционной коллегии несколько научных изданий: «Ученых записок ТИГИ», международного журнала «Туркология» и электронного журнала «Новые исследования Тувы», членом Главной редакции серии «Памятники фольклора народов Сибири и Дальнего Востока», членом диссертационного совета по защите докторских и кандидатских диссертаций Бурятского и Якутского госуниверситетов. В частности, она была официальным оппонентом докторских диссертаций З. Д. Джапуя из Абхазии, З. С. Казагачевой из Алтая, кандидатской — Ш. Р. Шакуровой из Башкирии.

## Награды и звания
- Почётная грамота Президента Республики Тыва (1995)
- Заслуженный деятель науки Республики Тыва (2008)
- действительный член Российской академии социальных наук

## Публикации
В её творческом активе на сегодняшний день более 100 публикаций, в том числе монографии.
Сборники:
- «Тыва маадырлыг тоолдар» (Кызыл, 1990)
- «Матпаадыр» (Кызыл, 1991)
- «Алдай-Буучу» (Кызыл, 1993)
- «Дүрген чугаалар» (Кызыл, 1994)
- «Далай-Байбын хаан» (Кызыл, 1994)
- «Бокту-Кириш, Бора-Шээлей» (Кызыл, 1995)
- «Ары-Хаан» (Кызыл, 1996)
- «Матпаадыр». Уругларга аас чогаалы. (Кызыл, 1993)
- «Тыва маадырлыг тоолдар» (Кызыл, 1990)
- Тоолчу Монгуш Хургул-оол (Кызыл, 2009)

Монографии:
- «Поэтика тувинского героического эпоса» (Кызыл, 1987)
- «Тувинские героические сказания» (текстология, поэтика, стиль) (Москва, 2001)
- «Тувинские героические сказания» (Новосибирск, 1997)

Статьи:
- Загадки // Тыва улустун аас чогаалы (Кызыл, 1976)
- Современный тувинский рассказ // Тувинский язык и литература в послеоктябрьский период. (Кызыл, 1977)
- Сюжетосложение тувинских героических сказаний // Литературно-художественный альманах «Улуг-Хем» (Кызыл, 1979)
- Воспитательная роль фольклора тувинцев // Тувинские народные традиции и обычаи.(Кызыл, 1991)
- Тюлюш Баазанай Халдаевич // Литература народов России XX век. (Москва, 2005)
- Современные вопросы текстологии тувинского эпоса // 5-я Международная фольклорная конференция «От общего тюркского прошлого к общему тюркскому будущему». (Баку, 2007) и др.